# Beignet de pommes de terre
Les beignets de pommes de terre sont un plat campagnard et montagnard de l'est de la France, de la Lorraine à la sphère arpitane en Savoie.

## Nombreuses appellations régionales
Ces galettes à base de pommes de terre râpées portent de nombreux noms suivant les régions :
- bognettes, bougnettes, râpins, ou, en savoyard (francoprovençal), beunteu pour la Savoie ;
- râpés de pommes de terre, beignets rapés, ou simplement râpés, ou encore la râpaîlle[1], en Lorraine romanophone, surtout vosgienne[2] ;
- gromperpankech en francique luxembourgeois[3] ;
- gromperkéch en Lorraine francique mosellane ;
- grumbeerekiechle, en Lorraine francique rhénane et en Alsace[4] ;
- grumbeeredätschele en Alsace[5] ;
- totche dans le pays welche, en Alsace ;
- vautes de patate, dans la Gaume belge, l'Ardenne et les Vosges ;
- tortiaux de treuffes râpées, en Charolais.

De même, le terme « beignet » localise à lui seul ce plat dans les régions où il prend une acception très spécifique. Généralement, on associe le beignet à une cuisson dans un bain d'huile. En Lorraine, en Belgique, en Savoie et en Suisse romande, le beignet peut également, et surtout, être cuit dans une poêle avec un peu d'huile. En Lorraine, le beignet à la poêle est surtout sucré avec les fruits traditionnels que sont la pomme, les myrtilles ou la mirabelle. Quant au terme « râpé », il se rapporte logiquement au mode de préparation du plat.
Autrefois[Quand ?], dans les Vosges, ces beignets étaient servis en dessert, aux côtés de la tarte au me'gin, de la cholande et des brioches aux myrtilles ou aux raisins secs. Ce n'est plus vraiment le cas aujourd'hui, car la notion de dessert a évolué. Toutefois, cela confirme bien le caractère très apprécié de ce plat qui, malgré sa simplicité, appartient aux classiques des mets qui font toujours plaisir quand ils arrivent sur la table.
Les termes germanophones prêtent moins à confusion car ils font référence à la forme de petites galettes ou petits gâteaux.